# ONE LIFE
《ONE LIFE》(원 라이프)는 일본의 가수 쿠라키 마이의 7번째 정규 음반이다.

## 해설
전작 《DIAMOND WAVE》로부터 약 1년 5개월만에 발매된다. 이번작부터 레이블이 노던 뮤직에서의 발매가 된다. 이번 음반읃 지금까지와는 다른, 빙 외부의 작곡가나 편곡가를 기용하고 있다.
데뷔 음반 《delicious way》의 진화판과 몬인이 말하듯이 R&B색을 전면으로 밀어낸 악곡이 많이 수록되었다. 보너스 트랙으로서, 쿠라키 작품에서는 처음이 되는 커버곡 〈Over The Rainbow〉가 수록되었다.

## 수록곡
1. One Life
  - 작사: 쿠라키 마이, 작곡 · 편곡: Martin Ankelius & Henrik Anderson-Tervald

표제곡. 뉴욕 영상으로 정리한 PV가 존재한다.
2. I Like it Like that
  - 작사: 쿠라키 마이, 작곡: Ricky Hanley, Darren Woodford & Lynn Slater, 편곡: Radi8
3. one for me
  - 작사: 쿠라키 마이, 작곡 · 편곡: 유해준

작곡 · 편곡을 담당한 유해준은 《겨울연가》의 테마곡의 작곡을 담당한 인물이다.
4. Born to be Free
  - 작사: 쿠라키 마이, 작곡: 토쿠나가 아키히토, 편곡: Cybersound

2007년 A3 챔피언스컵의 테마송을 위해서 작곡되었으며, 2007년 6월에 중화인민공화국의 산둥성의 도시, 지난에서 행해진 대회의 오프닝 이벤트에서 처음으로 선보였다. 쑨옌쯔와의 듀엣곡 〈My Story, Your Song〉 이래, 4년만에 중국어로 부른 악곡이 된다. 2007년 9월 22일에 대한민국에서 행해진, 아시안송페스티벌 2007에서 한국어로도 피로되었다. 2008년의 A3 챔피언스컵에서도 해당 악곡이 이어서 테마송으로 사용이 결정되었지만, 개최중지가 되었다. 본 CD에서는 일본어 버전이 수록되어있다.
5. 하얀 눈(白い雪)
  - 작사: 쿠라키 마이, 작곡: 오노 아이카, 편곡: 이케다 다이스케

25번째 싱글
6. Silent love (open my heart)
  - 작사: 쿠라키 마이, 작곡 · 편곡: Daisuke "DAIS" Miyachi & Yuichi Ohno

27번째 싱글 〈Silent love (open my heart)/E WITH Ü〉의 1번째곡. 싱글로는 이 작품부터 노던 뮤직 발매작이 된다.
7. everything
  - 작사: 쿠라키 마이, 작곡 · 편곡: 후지모토 타카노리
8. Season of love
  - 작사: 쿠라키 마이, 작곡: 오노 아이카, 편곡: Cybersound

26번째 싱글
9. secret roses
  - 작사: 쿠라키 마이, 작곡: 후지타 마리, 편곡: 후지타 마리, DAYTRACK
10. Wonderland
  - 작사: 쿠라키 마이, 작곡 · 편곡: 카사하라 토모오, Yoko Blaqstone
11. BE WITH Ü
  - 작사: 쿠라키 마이, 작곡: 토쿠나가 아키히토, 편곡: Cybersound

27번째 싱글 〈Silent love (open my heart)/BE WITH Ü〉의 2번째곡.
12. Over The Rainbow (보너스 트랙)
  - 작사: E.Y. Harburg, 작곡: Harold Arlen, 편곡: 쿠보타 히로유키, 테라치 히데유키